# Alfred Hilbe
Alfred Hilbe (ur. 22 lipca 1928 w Schaan, zm. 31 października 2011 w Feldkirch) − liechtensteiński polityk i ekonomista, w latach 1970–1974 premier Liechtensteinu.

## Życiorys
Kształcił się w szkołach w Zurychu i Vaduz. W 1950 ukończył studia w Instytucie Nauk Politycznych w Paryżu, a w 1951 studia ekonomiczne na Uniwersytecie Leopolda i Franciszka w Innsbrucku. Pracował początkowo w sektorze prywatnym, później zatrudniony w przedstawicielstwie księstwa w Bernie. Był politykiem Unii Patriotycznej. W latach 1965–1970 zajmował stanowisko wicepremiera. Od marca 1970 do marca 1974 sprawował urząd premiera Liechtensteinu.
Później zajmował się doradztwem ekonomicznym i finansowym. Przez 30 lat był związany z wydawcą dziennika „Liechtensteiner Vaterland”. Kierował m.in. towarzystwem Szwajcaria-Liechtenstein (1980–1982 i 1988–1990) oraz krajowym związkiem tenisowym.